# Badhusberget, Lysekil

Badhusberget är ett bostadsområde i Lysekil och är en del av miljonprogrammet.
Badhusberget byggdes i början på 1970-talet och en omfattande renovering gjordes i början på 1990-talet. I området finns ca 450 lägenheter, förskola och skola.Badhusberget har en bra utsikt över Västerhavet.
Det är gångavstånd till Lysekils centrum från Badhusberget. Badhusberget trafikeras av busslinje 851 (lokalt kallat Lysekilsrundan) som går till Kungstorget och stannar vid busshållplatserna Badhusberget södra och Utsikten. På Norra Hamngatan, som ligger precis vid Badhusberget, ligger busshållplatsen Gymnasievägen som trafikeras av ett flertal busslinjer.
I oktober 2011 inleddes ett konstprojekt där en av gårdarna ska smyckas med "skulpturer, ljussättning och ny växtlighet".